# Білоножко Олександр Васильович
Білоножко Олександр Васильович (нар. 18 листопада 1986) — український спортсмен-паралімпієць, майстер спорту з академічного веслування, член збірної команди України з академічного веслування серед спортсменів з ураженням опорно-рухового апарату та вадами зору, фіналіст Кубку світу 2015 року, бронзовий призер Кубку світу 2016 року, учасник XV Паралімпійських ігор 2016 року у Ріо-де-Жанейро.

## Досягнення
- 5 місце на кубку світу з академічного веслування серед спортсменів з ураженням опорно-рухового апарату (2015 рік, Італія);
- 9 місце на XV Паралімпійських іграх у змаганні четвірок, клас LTA Mixed Coxed Four — LTAMix4+ (2016 рік, Ріо-де-Жанейро).